# Осуске
Осуске (на словашки: Osuské) е село в западна Словакия, в Търнавски край, в окръг Сеница. Населението му е 622 души.
Разположено е на 218 m надморска височина, на 13 km югоизточно от Сеница. Площта му е 11,61 km². Кмет на селото е Антон Фиала. В центъра има римокатолическа църква, общински съвет и поща.